# NGC 3431
NGC 3431 is een spiraalvormig sterrenstelsel in het sterrenbeeld Beker. Het hemelobject werd in 1886 ontdekt door de Amerikaanse astronoom Francis Preserved Leavenworth.

## Synoniemen
- MCG -3-28-14
- IRAS 10487-1644
- PGC 32531